# Abeiku Quansah
Abeiku Quansah (Kumasi, 2 novembre 1990) è un ex calciatore ghanese, di ruolo centrocampista o attaccante.

## Carriera

### Club
Dopo aver ben figurato nel Windy Professionals, è stato acquistato dall'Nizza, squadra con cui ha collezionato 9 presenze nella Ligue 1 francese.
Nel luglio 2011 ha firmato un contratto di tre anni in Ucraina, all'Arsenal Kiev. In due stagioni ha giocato complessivamente 13 partite in Prem"jer-liha, poi nell'estate 2013 rescinde. Fa un provino in Norvegia al Brann, senza essere ingaggiato. Nel gennaio 2014 è volato in Egitto all'El-Gouna, dov'è rimasto per metà stagione.

### Nazionale
Con la Nazionale di calcio del Ghana Under-20 ha vinto il mondiale di categoria del 2009.

## Palmarès

### Nazionale
- Campionato mondiale Under-20: 1

Egitto 2009